# جامعة نيو هامبشاير
جامعة نيو هامبشاير (NH) هي جامعة أبحاث عامة، يقع حرمها الجامعي الرئيسي في دورهام، نيو هامبشاير. أسست عام 1866، ثم دُمجت بكلية دارتموث، ونقلت إلى دورهام في عام 893، واعتمد اسمها الحالي في عام 1923.
يضم حرم جامعة دورهام ست كليات. بينما تقع الكلية السابعة، وهي جامعة نيو هامبشاير في مانشستر، ضمن حرم الجامعة في مانشستر. تقع كلية الحقوق بجامعة نيو هامبشاير في كونكورد، عاصمة الولاية. تعدّ الجامعة جزءًا من نظام جامعة نيو هامبشاير وهي مصنفة ضمن «R1: جامعات دراسات الدكتوراه ذات النشاط البحثي المرتفع جدًا».
اعتباراً من 2018، أصبحت أكبر جامعة حكومية (بجمع الكليات المنتشرة) في ولاية نيو هامبشاسر، حيث بلغ عدد طلابها ما يزيد عن 15.000 طالب، كما أنها أغلى جامعة في الولاية.

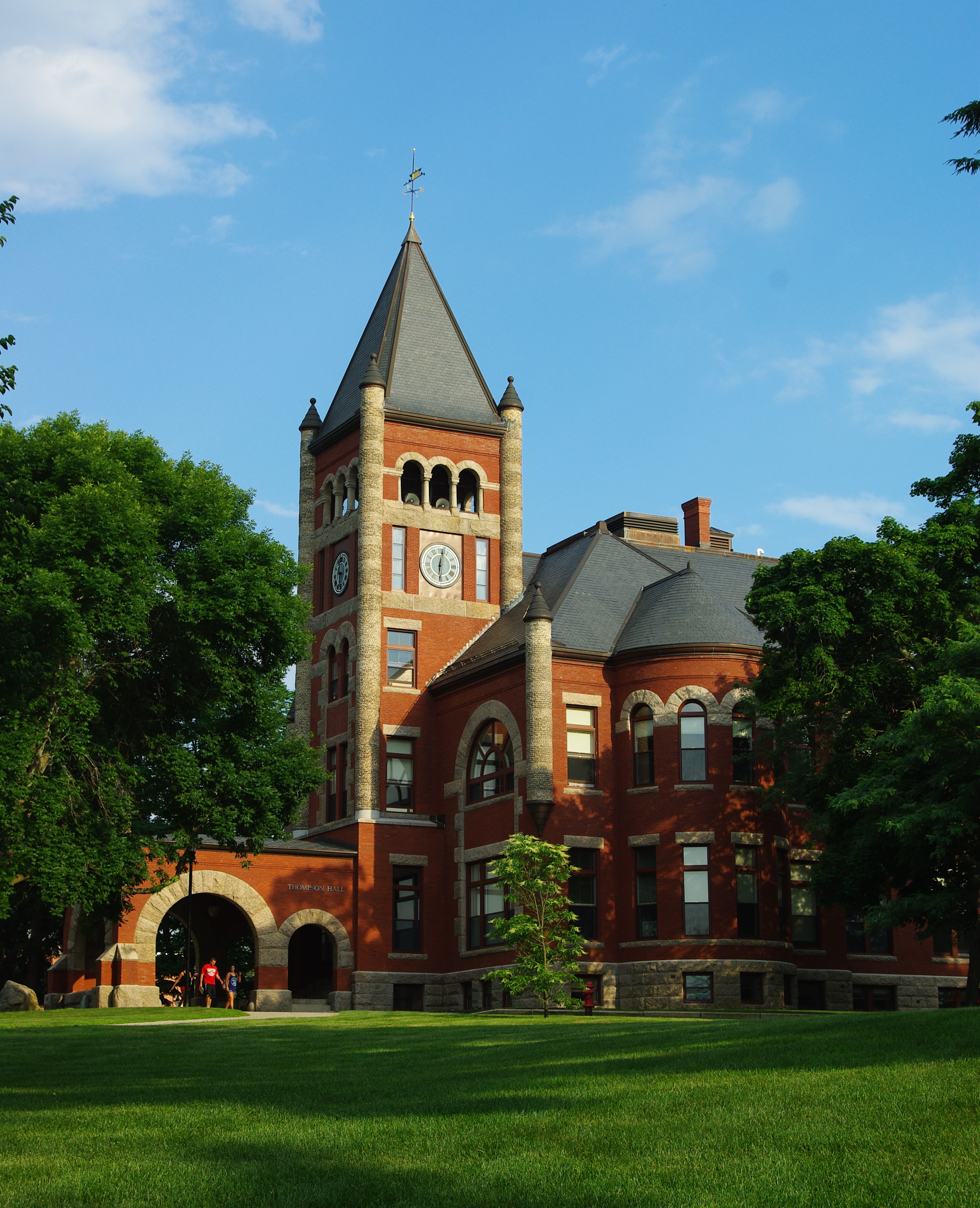
أدرجت قاعة طومسون، التي بنيت عام 1892، في السجل الوطني للأماكن التاريخية.

## الأكاديميون
جامعة نيو هامبشاير هي الرائدة في نظام جامعات نيو هامبشاير. تتكون من 11 كلية ومدارس عليا تقدم 2000 دورة في أكثر من 100 تخصص. الكليات الثمانية التابعة لجامعة نيو هامبشاير هي:
- كلية الهندسة والعلوم الفيزيائية (CEPS)
- كلية الفنون الليبرالية (COLA)
- كلية علوم الحياة والزراعة (COLSA)
- مدرسة طومسون للعلوم التطبيقية (TSAS)
- كلية الصحة والخدمات الإنسانية (CHHS)
- جامعة نيو هامبشاير في مانشستر (OHM)
- مدرسة الدراسات العليا للأمم المتحدة
- كلية Peter T. Paul للأعمال والاقتصاد (PCBE)، التي كانت تُعرف سابقًا باسم كلية ويتمور للأعمال والاقتصاد (WSBE)
- كلية الحقوق بجامعة نيو هامبشاير
- مدرسة كارسي للسياسة العامة
- كلية علوم البحار وهندسة المحيطات

الجامعة عضو في برنامج الطلاب الإقليمي في نيو إنجلاند (NERSP) التابع لمجلس نيو إنجلاند للتعليم العالي حيث تقدم جامعات وكليات نيو إنجلاند الحكومية عددًا من مناهج البكالوريوس مع اعتبارات خاصة للطلاب من ولايات نيو إنجلاند الأخرى. إذا كانت مدرسة الدولة التي ينتمي إليها طالب من خارج الولاية لا تقدم برنامجًا للحصول على درجة معينة تقدمه جامعة نيو هامبشاير المتحدة، فيمكن لهذا الطالب الحصول على معدل الرسوم الدراسية داخل الولاية، بالإضافة إلى 75 بالمائة إذا كان مسجلاً في البرنامج.
تأسست مدرسة تومبسون للعلوم التطبيقية (TSAS) لأول مرة عام 1895 وهي الآن قسم من COLSA، تمنح درجة الزمالة في العلوم التطبيقية في سبعة برامج مختلفة: علوم الحيوان التطبيقية، وتكنولوجيا الغابات، والتكنولوجيا البيطرية. تم إيقاف أربعة برامج درجات أخرى في ربيع 2018.
بعضل قربها من الساحل، تقدم الجامعة برامج ممتازة في علم الأحياء البحرية وعلوم المحيطات. تشمل المرافق مختبر Jackson Estuarine في دورهام، ومختبر Shoals Marine الذي يعمل بالاشتراك مع جامعة كورنيل في جزيرة أبليدور في جزر شولز.
يشغّل قسم الفيزياء للأغراض التعليمية مرصد جامعة نيو هامبشاير.
هناك ثلاثة برامج بحثية رئيسية على مستوى الجامعة: برنامج فرص البحث للطلاب الجامعيين (UROP)، والزمالة البحثية للطلاب الجامعيين (SURF)، وبرنامج فرص البحث الدولي (IROP).

### التصنيف
صنفت مجلة يو إس نيوز آند وورلد ريبورت نيو هامبشاير في المرتبة 143 من بين 389 «جامعة وطنية» وتعادل في المرتبة 65 من بين 209 «أفضل مدارس عامة» في عام 2021. تم اعتماد جامعة نيو هامبشاير من قبل لجنة نيو إنجلاند للتعليم العالي.
في عام 2012، صنفت وزارة التعليم جامعة نيو هامبشاير على أنها سادس أغلى جامعة من حيث الرسوم الدراسية في الولاية لجامعة حكومية مدة الدراسة فيها أربع سنوات. تحتل جامعة نيو هامبشاير المرتبة الأدنى في الدولة من حيث مقدار الدعم الذي تتلقاه من الولاية.
صنفت مجلة Money جامعة نيو هامبشاير في المرتبة 117 من أصل 744 في تقريرها «أفضل كليات لأموالك 2019».

## التركيبة الديموغرافيةللطلاب
| فئة                           | العدد   | النسبة المئوية |
| ----------------------------- | ------- | -------------- |
| برنامج البكالوريوس            | 13034   | 100٪           |
| طلاب بدوام كامل               | 12، 683 | 97٪            |
| طلاب بدوام جزئي               | 353     | 3٪             |
| الخريجون                      | 2,364   | غير متوفر      |
| الذكور                        | 6013    | 46٪            |
| الإناث                        | 7021    | 54٪            |
| الطلاب الدوليون               | 298     | 2.28٪          |
| الطلاب من عرقيات أخرى         | 1120    | 9٪             |
| اسباني / لاتيني               | 431     | 3.3٪           |
| أبيض                          | 10409   | 79.86٪         |
| متوسط العمر (السنة الأولى)    | 18      | غير متوفر      |
| متوسط العمر (المرحلة الجامعية | 20      | غير متوفر      |

### التوزيع الجغرافي لأصول الطلاب (محلي)
| الولاية      | الطلاب | نسبة مئوية |
| ------------ | ------ | ---------- |
| نيو هامبشاير | 5919   | 47٪        |
| ماساتشوستس   | 3,643  | 27.94٪     |
| كونيتيكت     | 778    | 5.96٪      |
| مين          | 470    | 3.6٪       |
| نيويورك      | 439    | 3.37٪      |
| نيو جيرسي    | 276    | 2.12٪      |
| جزيرة رود    | 271    | 2.08٪      |
| فيرمونت      | 203    | 1.56٪      |
| بنسلفانيا    | 93     | .71٪       |
| ماريلاند     | 52     | .4٪        |

## خريجون متميزون
من بين الخريجين البارزين في جامعة نيو هامبشاير المؤلف المشهور عالميًا جون إيرفينغ (بكالوريوس 1965)، الكاتبة الحائزة على جائزة الكتاب الوطني أليس ماكديرموت (ماجستير 1968)، صانعة الأفلام جينيفر لي (بكالوريوس 1992) والعديد من حكام ولاية نيو هامبشاير السابقين.. جوان فيريني موندي هي الرئيسة الحالية لجامعة مين.

## روابط خارجية
- الموقع الرسمي
- موقع رياضيي جامعة نيوهامبشاير